# Chiesa dell'Immacolata Concezione (Milazzo)
La chiesa dell'Immacolata Concezione e il convento dell'Ordine dei frati minori cappuccini costituiscono un aggregato religioso ubicato nella città di Milazzo.
Polo monumentale altrimenti noto come complesso dei Cappuccini sotto il titolo dell'Immacolata Concezione, gli edifici sorgono sulla piazza omonima su un'altura posta a ridosso di via Giovan Battista Impallomeni.

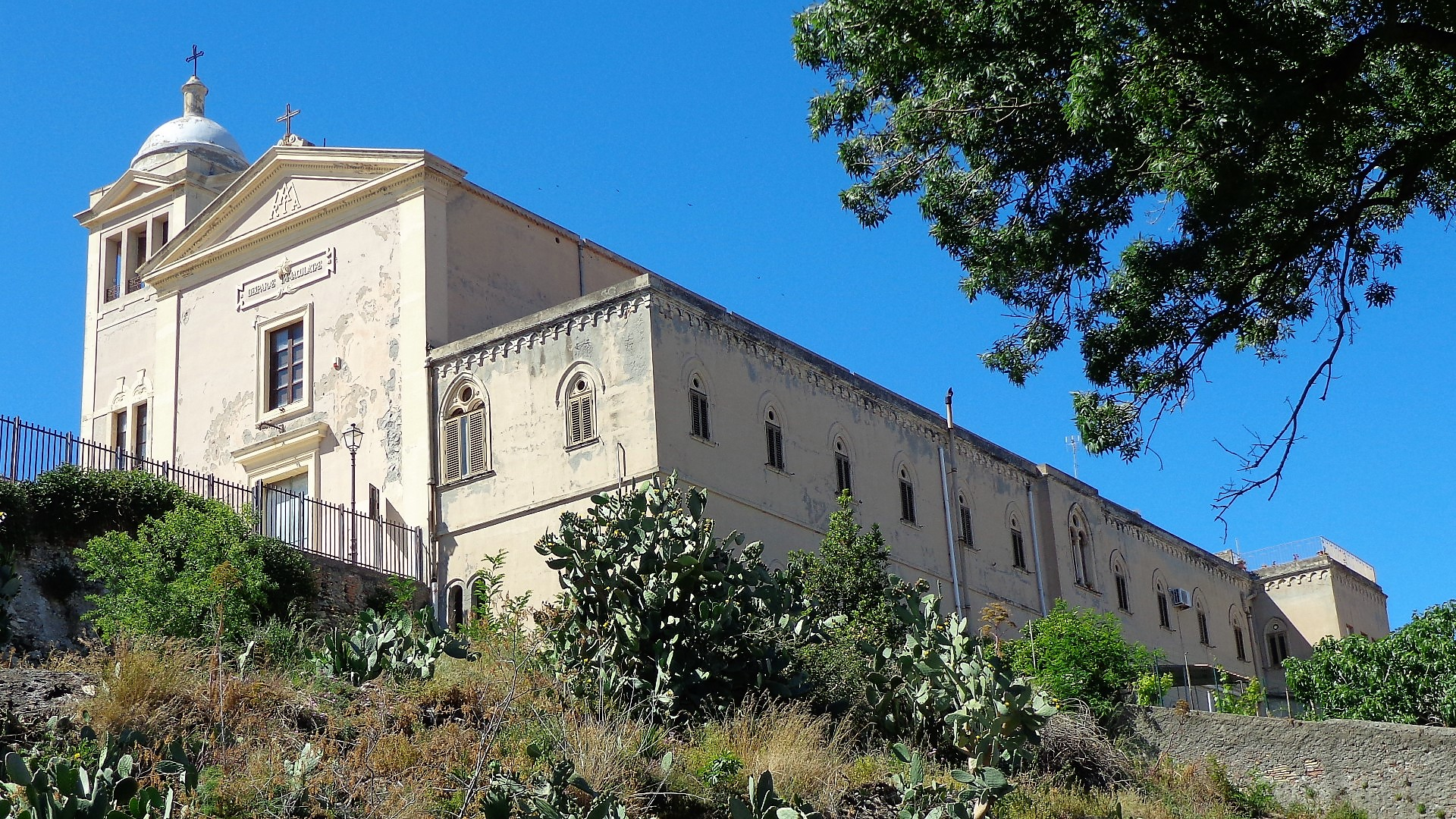
Veduta del complesso da San Francesco di Paola.

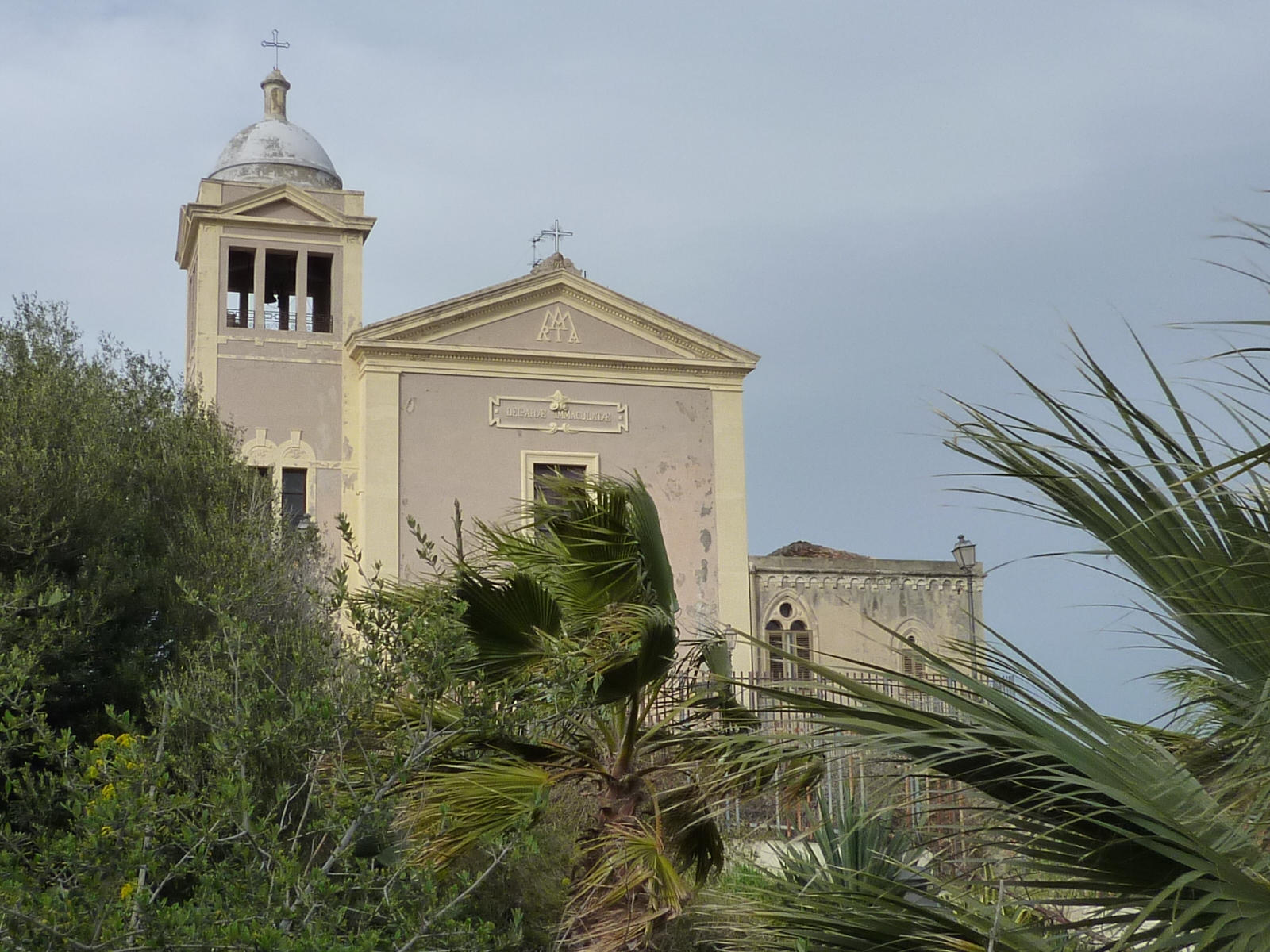
Prospetto.

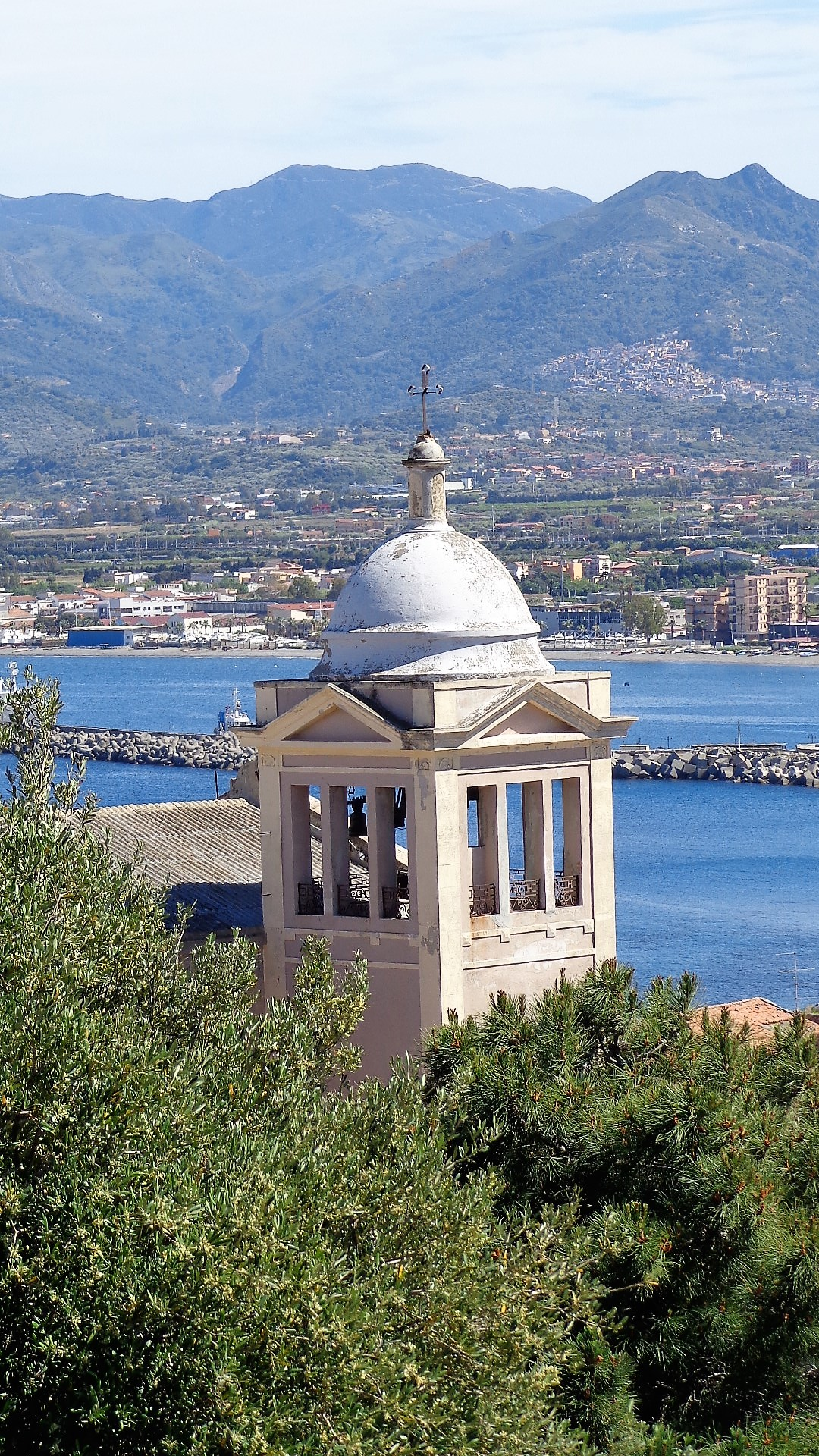
Campanile.

## Storia

### Epoca spagnola
Giunti a Milazzo i religiosi dell'Ordine dei frati minori cappuccini il 20 di gennaio del 1580 delimitarono l'area e piantarono la croce vicino alla chiesetta di San Rocco, sulle balze lungo il crinale fortificato che conduceva al castello, sotto il Fortino dei Castriciani.
All'iniziativa seguì l'immediata opposizione dei religiosi dell'Ordine dei Minimi di San Francesco di Paola, che avevano il loro convento nella zona. Pertanto, col fine di evitare annose questioni, il Senato della Città di Milazzo concesse ai frati cappuccini il Poggio, una zona ubicata fuori le mura cittadine, dove nel 1575 era stata già edificata una piccola chiesa di rito greco dedicata alla Madonna dell'Itria o Odigitria.
Il luogo di culto fu edificato nel 1640 su iniziativa della Congregazione della Concezione.

### Epoca borbonica - unitaria
Tra il 1889 e il 1892 fu ingrandita, annesso vi sorse il nuovo convento dei Padri Cappuccini.

### Epoca contemporanea
Nel 1935 fu costruito il campanile.
- 1943 - 9, 12 agosto. Bombardamento angloamericano causa danni. Due diverse incursioni drammatiche per la costa tirrenica siciliana e località montane, furono colpiti obiettivi strategici e i centri di: Barcellona Pozzo di Gotto, Capo d'Orlando, Cesarò, Falcone, Floresta, Gesso, Linguaglossa, Messina, Milazzo, Patti, Piedimonte, Randazzo, fiume Simeto, Torrenova, Villa San Giovanni.  www.biografiadiunabomba.it, su biografiadiunabomba.it. URL consultato il 1º maggio 2019 (archiviato dall'url originale il 26 settembre 2008).

Quando i bombardamenti infuriarono su Milazzo i monaci cappuccini non sfollarono e non abbandonarono le loro istituzioni. Rimasero in città a dare conforto, anche con la presenza, a coloro che non avevano i mezzi e la possibilità di sfollare. In una notte il fuoco di alcuni spezzoni incendiari danneggiò parte del giardino, una grossa bomba di aereo cadde nel convento. Sfondò il tetto, bucò il pavimento e dopo aver attraversato vari livelli si adagiò, in un vano adibito a lavanderia, senza causare esplosioni e ulteriori danni.

## Interno
Impianto a navata unica, due degli altari presentano due paliotti marmorei intarsiati risalenti al Settecento. 

### Navata destra
- Prima campata: Dipinto
- Seconda campata: Dipinto raffigurante Gesù
- Terza campata: Crocifisso.

### Navata sinistra
- Prima campata: Nicchia con statua policroma raffigurante Sant'Antonio di Padova.
- Seconda campata: Nicchia con statua policroma raffigurante San Francesco d'Assisi.
- Terza campata: Sulla sopraelevazione è custodito il dipinto raffigurante la Vergine Maria ritratta tra 5 santi.

Un presepe, opera di Luigi Maniscalco, realizzato nel biennio 1935 - 1937, è sistemato in un vano nella parete sinistra.

### Altare maggiore
Altare con nicchia contenente la statua raffigurante l'Immacolata Concezione.

### Opere documentate
- XVII secolo, Trittico, opera di Onofrio Gabrieli documentata costituita dai seguenti pannelli su tela:[4]
  - Assunta, pannello centrale;
  - Santa Caterina d'Alessandria, pannello laterale;
  - Santa Lucia, pannello laterale;
  - Eterno Padre, pannello della cimasa (elemento disperso).
- XVII secolo, Bottega di San Giuseppe, olio su tela, opera di Onofrio Gabrieli.[4]
- 1584, Santa Maria degli Angeli raffigurata tra San Francesco d'Assisi e Santa Chiara, olio su tela autografo con la dicitura Scipio Gaietanus faciebat 1584 Romae, opera di Scipione Pulzone.[4]
- XVIII secolo, Crocifisso, scultura in legno policromo.[4]
- XVII secolo, San Felice da Cantalice, statua policroma.[4]

Due dipinti ovali del Settecento raffiguranti Sant'Anna e San Gioacchino con Maria bambina.

## Sacrestia
- XVIII secolo, Immacolata Concezione, grande tela di autore ignoto già documentata sull'altare maggiore.
- ?, San Michele, Beato Bernardo da Corleone, Ultima Cena, dipinti provenienti dalla primitiva chiesa dei Cappuccini.

## Cripta
Luogo deputato alla sepoltura dei religiosi.

## Convento dei Cappuccini
Dopo l'emanazione delle leggi eversive e la soppressione degli ordini religiosi, i frati decisero di fabbricare un nuovo convento accanto alla chiesa dell'Immacolata, che il cardinale Giuseppe Guarino, arcivescovo di Messina, aveva loro donata.
È lo stesso sito in cui i religiosi avevano piantato la croce nel 1580. I lavori di costruzione del nuovo convento in stile neogotico iniziarono nel 1889 e si conclusero due anni dopo. Fu costituita la Fraternità ed il convento diventò luogo di studio sino al 1919.
Negli anni scorsi le strutture conventuali sono state affidate in comodato gratuito alla Comunità Immacolata del Rinnovamento carismatico cattolico, che si prende cura anche della chiesa.
Opere:
- XVI secolo, Madonna, statua in alabastro di scuola gaginesca, opera proveniente dalla primitiva chiesa dei Cappuccini.

## Congregazione della Concezione
Sodalizio attestato presso la primitiva chiesa di San Leonardo.